# Гетероталлизм
Гетероталли́зм (от др.-греч. ἕτερος — «различный» и θαλλός — «ветвь») — раздельнополость и самонесовместимость, характерная для многих грибов и некоторых водорослей.
Явление гетероталлизма было открыто американским генетиком А. Ф. Блексли в 1904 году в работе с мукоровыми грибами. Блексли считал гетероталлизм аналогом двудомности у растений. Он обозначал морфологически неотличимые штаммы одного вида, отличающиеся полом, знаком плюса (+) и минуса (−).
По Х. Уайтхаусу (1949), выделяются морфологический и физиологический гетероталлизм. В первом случае у особей раздельнополых штаммов имеются морфологически дифференцированные половые органы, во втором — морфологические отличия между полами отсутствуют.
Противопоставляется гомоталлизму — явлению самосовместимости.